# Fake Love (BTS)
Fake Love è un brano musicale del gruppo sudcoreano BTS, pubblicato il 18 maggio 2018 come seconda traccia del sesto album Love Yourself: Tear e utilizzato per la promozione del disco. Ha debuttato alla posizione 10 della Billboard Hot 100 con 29 000 copie digitali vendute, diventando la prima entrata del gruppo in top 10 e la canzone di un gruppo coreano con il miglior piazzamento di sempre negli Stati Uniti fino a quel momento. NME l'ha inserita in posizione 80 tra le cento canzoni migliori degli anni 2010, e ha ricevuto i premi di Miglior canzone pop e Canzone dell'anno ai Korean Music Award 2019.
Un remix di genere rock alternativo, intitolato "Rocking Vibe Mix", è stato pubblicato come singolo il 4 giugno 2018. Una versione giapponese è uscita in formato digitale il 16 ottobre 2018 e in formato fisico il 7 novembre dello stesso anno.

## Descrizione
Fake Love è stata annunciata il 13 maggio 2018, quando i BTS hanno condiviso la tracklist dell'album Love Yourself: Tear, seconda parte della trilogia Love Yourself iniziata l'anno precedente. Il primo video teaser, uscito il giorno successivo, ha confermato che sarebbe stata l'apripista del disco. La struttura della canzone è stata scritta dal leader dei BTS, RM, mentre "Hitman" Bang e Pdogg si sono occupati del suo completamento. Durante una diretta su V Live per parlare del nuovo disco, RM ha condiviso la demo del pezzo, descrivendola come "completamente diversa" e "molto deprimente e più profonda" rispetto alla versione definitiva, raccontando di aver riscritto la melodia una ventina di volte e che la canzone era stata complessivamente alzata di 6 toni e mezzo rispetto alla demo per rientrare nell'estensione vocale del gruppo.
Fake Love appartiene ai generi emo hip hop, grunge-rock, rap rock ed elettropop con elementi di trap, pop rock e adult contemporary music. Pur conservando il sound hip hop tipico della band, utilizza beat trap martellanti, "chitarre grintose" e "bassi tenebrosi". Le batterie seguono uno schema di colpi e rullii per tutto il pezzo, mentre le strofe sono caratterizzate da chitarre sia arpeggiate, sia ritmiche. La canzone fa uso della dissonanza e della progressione armonica e contiene un ritornello "teso" sostenuto da bassi pesanti. La linea di basso è "tenace" e "squadrata", simile a quella dell'hip hop di Atlanta. Il remix aggiunge cordofoni elettronici e acustici "dinamici" sulla melodia originale, conferendo un'atmosfera rock. Sia la versione originale che il remix sono scritte in re minore, ma, mentre la prima ha un tempo di 78 battiti per minuto, quello della seconda è di 155.
Tematicamente Fake Love contiene il messaggio centrale della serie Love Yourself, che qualunque amore sia irreale se non c'è amore di sé. Liricamente parla della presa di coscienza che un amore che si credeva predestinato è in realtà finto, e riflette la futilità di dare così tanto di sé a qualcuno o qualcosa solo per perdere se stessi nel farlo, con versi come "Sono addirittura diventato insicuro su chi io fossi / Provo a balbettare allo specchio, tu chi diavolo sei?". Il testo rimanda ulteriormente a una relazione tossica con "Ho coltivato un fiore che non può sbocciare in un sogno che non si può avverare", mentre "Plasmo una bella bugia per te" e "Provo a cancellarmi e a diventare la tua bambola" suggeriscono il celamento della depressione e il peso di tenere vivo un rapporto nonostante le difficoltà con la salute mentale. Durante il ritornello, la ripetizione della frase "sono stufo di questo amore finto" è un'ammissione della propria "disillusione".

## Video musicali
Il video musicale di Fake Love è stato caricato su YouTube il 18 maggio 2018; dura circa 5 minuti e ha un'atmosfera più oscura rispetto al singolo precedente DNA (2017). Continua la storia ambientata nell'universo narrativo fittizio creato dal gruppo, unendo "fantasia e realtà, passato e presente" a numerosi Easter egg e simbolismi. La clip si apre con un fiore intrappolato in una teca di vetro, poi lo schermo si oscura brevemente prima di inquadrare le sagome dei membri del gruppo che iniziano a ballare la coreografia mentre V attacca la prima strofa. Jungkook interpreta il protagonista, e durante il video cerca i suoi compagni all'interno di un maniero labirintico, correndo lungo un corridoio mentre il pavimento collassa sotto i suoi piedi. Il video alterna scene degli artisti che riflettono sulle loro difficoltà personali in stanze decadenti, a sequenze in cui il gruppo balla la coreografia. Suga sogghigna divertito davanti ad un'esplosione di fuoco e Jimin guarda fisso di fronte a sé mentre cascate d'acqua sciabordano attorno a lui; intanto Jin cerca di proteggere il fiore mentre l'ambiente attorno a lui va in pezzi, fino a raggiungere l'"annientamento" quando la pianta, infine, si polverizza. Il video si conclude con Jungkook che si reca da una misteriosa figura incappucciata. Tematicamente, le immagini ricalcano il messaggio della canzone; la sabbia che scivola via e le stanze piene di giocattoli e caramelle abbandonate suggeriscono disonestà e disillusione.
Papadatos di Digital Journal ha definito il video "coinvolgente dall'inizio alla fine". Nella sua recensione per Cosmopolitan, Alex Rees l'ha trovato "meraviglioso", giudicando che "lo stile è perfetto, le voci sono sul pezzo, la coreografia è eccezionale, e le immagini sono ultraterrene". Anna Gaca di Spin l'ha considerato "patinato" e ha lodato le riprese "drammatiche e potenziate dalla CGI", oltre alla coreografia. Scrivendo per PopCrush, Erica Russell ha valutato che in esso i membri del gruppo "mettono a nudo le loro emozioni", mentre Elle Nicholas di Celebmix l'ha indicato come "intenso, artistico e ossessionante", aggiungendo che "è un capolavoro di video musicale che non si può fare a meno di rivedere". La clip ha accumulato 35,9 milioni di visualizzazioni in ventiquattro ore dall'uscita, infrangendo il precedente record dei BTS per il video di un gruppo K-pop più visto in tale lasso di tempo; è diventato inoltre il terzo videoclip più visto nelle prime ventiquattro ore di tutto il 2018. Nello stesso arco di tempo ha raccolto più di 3,9 milioni di like, diventando il video musicale ad averne ricevuti il maggior numero in un singolo giorno. Fake Love ha superato i 100 milioni di visualizzazioni in otto giorni, otto ore e quarantacinque minuti, battendo il record precedente del gruppo, quello di DNA, che aveva raggiunto la cifra in ventiquattro giorni. L'8 settembre 2021 è diventato il loro quinto video con più di 1 miliardo di visualizzazioni. Dal caricamento al 23 novembre 2024 è stato guardato oltre 1,3 miliardi di volte.
Una versione estesa del video musicale, avente l'audio del Rocking Vibe Mix, è uscita il 1º giugno 2018. Essa contiene riprese aggiuntive di scene già contenute nel video originale, e si conclude con Jungkook che si unisce a sei figure incappucciate con una maschera veneziana sul volto, che in seguito restano apparentemente schiacciate nel crollo di un muro.
Entrambe le versioni del video musicale sono dirette da Choi Yong-seok dello studio Lumpens, con Lee Won-ju, Guzza, Park Hye-jeong e Jeong Min-je come assistenti alla regia. Il direttore della fotografia è Nam Hyun-woo della GDW, mentre Park Jin-sil e Kim Bo-na fanno da direttori artistici. Song Hyun-suk è il tecnico delle luci, mentre Song Suk-ki gestisce le costruzioni. Demolition ha realizzato gli effetti speciali.

## Esibizioni dal vivo

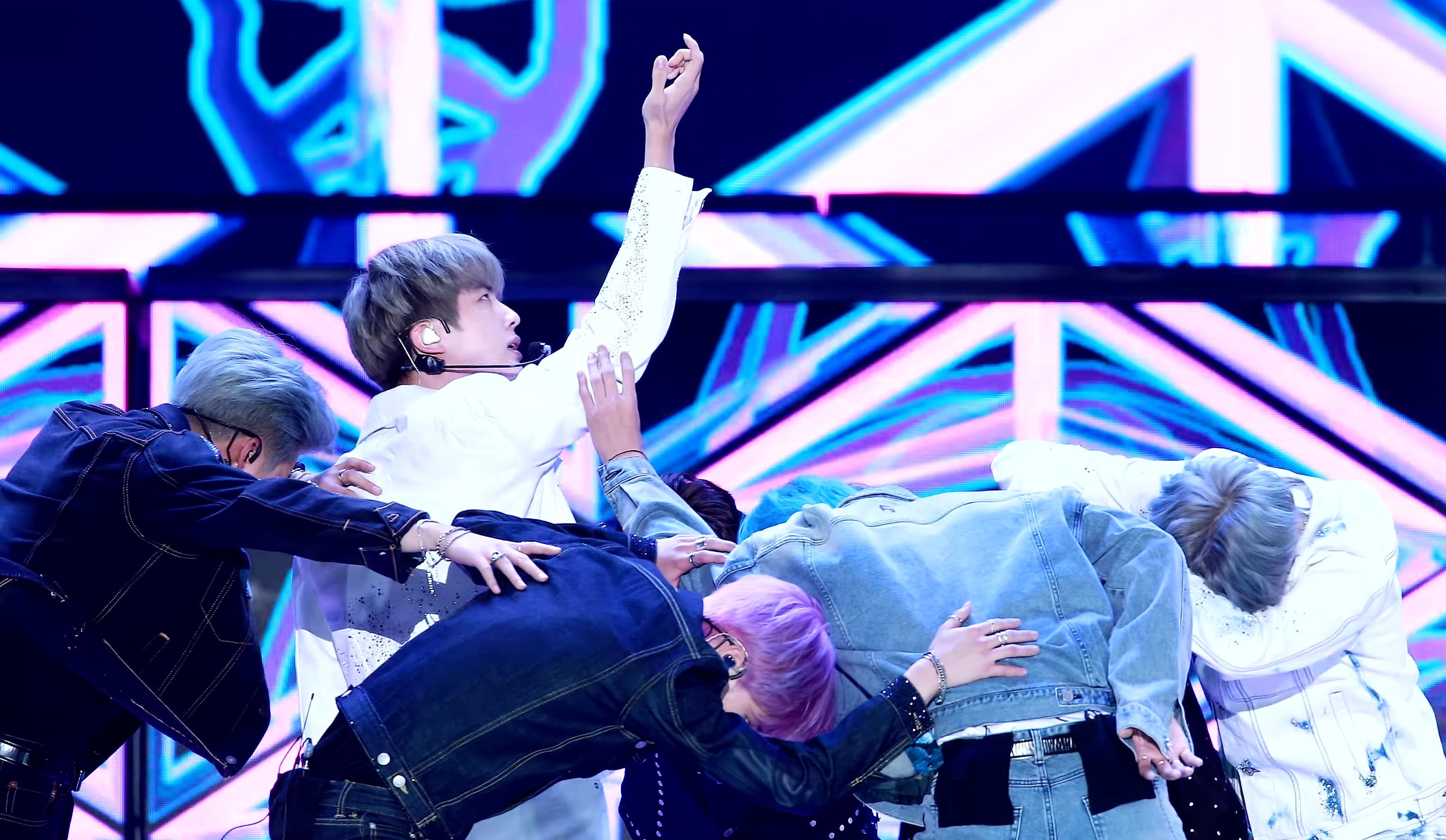
I BTS si esibiscono con Fake Love ai Seoul Music Award il 15 gennaio 2019.

Fake Love ha fatto il suo debutto dal vivo ai Billboard Music Award il 20 maggio 2018. La performance del gruppo è stata acclamata dai media. Taylor Weatherby di The Hollywood Reporter ha definito la coreografia "intensa" e "impeccabile" aggiungendo: "Da calci alti a onde sincronizzate, i BTS azzeccano perfettamente ogni mossa mentre cantano il loro ultimo tormentone". Scrivendo per Elle, Alyssa Bailey ha lodato "il ballo perfettamente sincronizzato che è stato davvero un salto di qualità". Jennifer Drysdale di Entertainment Tonight ha scritto che la band "ha sbaragliato l'esibizione con le sue intricate mosse di danza davanti a uno sfondo mozzafiato, rubando completamente la scena". Il gruppo si è esibito con il brano anche al The Ellen DeGeneres Show il 25 maggio e durante la puntata pre-registrata del The Late Late Show with James Corden trasmessa il 12 giugno.
Fake Love è stata promossa a vari programmi musicali sudcoreani, tra cui Music Bank, Show! Eum-ak jungsim, Inkigayo e M Countdown, vincendo dodici trofei totali. Il 1º dicembre 2018 i BTS hanno portato la canzone sul palco dei Melon Music Award. La versione rock è stata eseguita agli Mnet Asian Music Award e al KBS Grand Song Festival a dicembre dello stesso anno, oltre che ai Seoul Music Award a inizio 2019. Il pezzo ha fatto parte della scaletta del Love Yourself World Tour (2018-2019).

## Accoglienza
Fake Love ha ricevuto recensioni generalmente positive dalla critica. Jeff Benjamin di Paper ha lodato il sound e la prestazione del gruppo, scrivendo che la canzone "potrebbe facilmente essere la miglior rappresentazione dell'eccellenza pop che i BTS portano alla musica". Su The Korea Herald, Hong Dam-young ha giudicato che lo stile musicale "offre un senso schiacciante di oscurità e maturità" al pezzo, apprezzando inoltre il testo e scrivendo che i "ritornelli poetici" usati "contribuiscono all'ineffabile sensibilità della canzone". In una recensione per la stessa pubblicazione, Yim Hyun-su ha sottolineato come la canzone catturasse "brillantemente" l'essenza musicale "che piega i generi" e "piena di emozioni" dei BTS, affermando inoltre che "i testi cadono dentro il lato più oscuro intanto che il gruppo s'interroga sull'autenticità dell'amore in retrospettiva con voci appassionate mentre la canzone mescola con abilità pop, hip-hop e rock su beat trap". Rhian Daly di NME ha lodato la produzione "oscura" definendo Fake Love "splendidamente tetra", aggiungendo che si trattava di "uno dei primi casi in cui i BTS hanno esplorato l'idea dell'immagine pubblica di una persona". Scrivendo per la testata coreana IZM, Kim Do-heon ha paragonato il brano a due tracce precedenti del gruppo, I Need U (2015) e Blood Sweat & Tears (2016), complimentando la fusione di riff di chitarra "aggressivi", "campioni synth tesi" e "sound sognanti" che ricreano i sentimenti di "depressione e ansia" espressi attraverso i testi "emotivi" della canzone. Markos Papadatos di Digital Journal ha espresso un punto di vista simile e ha considerato Fake Love "sonicamente e liricamente potente", oltre che "incarnazione delle emozioni del dire addio in maniera cruda e tuttavia sincera". Papadatos ha anche apprezzato i testi, che ha decretato "eccezionali", e ha valutato che "i diversi sound catturano la sua atmosfera malinconica".
Fake Love è stata recensita positivamente dai giornalisti di Rolling Stone, che hanno paragonato la linea di chitarra a quella della rock band degli anni Ottanta Def Leppard e affermato che la traccia sia "una fusione impressionante, simultaneamente graffiata e graffiante". In un'ulteriore recensione per la medesima rivista, Elias Leight l'ha considerata "una scossa di rap-rock pieno di angoscia, pronto per le arene". Jess Lau di The 405 ha scritto che la canzone mostrava una crescita significativa nel sound della band, scegliendola come traccia più forte dell'album. Per Blanca Méndez di Spin, Fake Love assume toni oscuri rispetto al predecessore DNA e "sposa il dramma di Wings all'angoscia dell'album del 2015 The Most Beautiful Moment in Life: Young Forever". Dan Weiss di Consequence ne ha parlato come di un "inno-ballata ansimante", mentre Mike Nied di Idolator l'ha definita "mega-contagiosa". Recensendo per la testata Vulture, Kim Youngdae e T.K. Park hanno ritenuto che la musica del pezzo sia stata "attentamente selezionata per amplificare" il messaggio centrale dell'album, e hanno aggiunto che "la tensione tra la chitarra elettrica e un beat hip-hop crea un senso di determinazione oscura, unico nel K-pop contemporaneo e anche nell'altra musica dei BTS".
In un articolo per Billboard, Caitlin Kelley ha citato Fake Love tra le canzoni migliori del gruppo, scrivendo "questi sono i BTS al picco dell'angoscia, mentre sguazzano nel tormento di cambiare se stessi per qualcuno e un amore finto". Recensendo per The Malaysia Star, Chester Chin ha lodato la canzone per la "sua gloria esplosiva dall'hook possente". Taylor Glasby, su Dazed, ha apprezzato "la sincerità commovente dei pre-ritornelli" oltre al contenuto del testo. In un articolo per Clash ha invece descritto la traccia come un "fragile pinnacolo dell'inganno" e come "un inno emo malinconico" su Vogue. Emlyn Travis di PopCrush l'ha vista come "un miscuglio di passato, presente e futuro" e una "fusione ininterrotta dei testi emotivi dei BTS con il loro orecchio per le produzioni di tendenza".
Billboard ha inserito Fake Love in posizione 22 tra le canzoni migliori del 2018. Altre testate che l'hanno inclusa nelle proprie liste dello stesso genere sono The Dong-a Ilbo, The Guardian, The New York Times e Rolling Stone. Quest'ultima l'ha inoltre considerata una delle canzoni migliori tra quelle mai pubblicate da una boy band. Consequence e NME l'hanno inserita nelle rispettive liste dei cento pezzi migliori del decennio 2010.
Il 18 marzo 2022, Rolling Stone l'ha inserita in posizione 28 nella lista delle 100 canzoni migliori del gruppo, scrivendo che "Il tema — non fingere emotivamente per portare avanti una relazione — era solo una sceneggiatura scheletrica. La vera storia di questa canzone sono batterie trap, fruscii, più batterie trap, più fruscii, e quell'inevitabile hook, cioè il titolo, cantato in quattro sillabe ritmiche, amplificate da armonie sovrapposte".

## Singolo giapponese
Nel settembre 2018 è stata annunciata la lista delle tracce del nuovo singolo dei BTS Bird/Fake Love/Airplane pt. 2. Bird è stata tolta prima dell'uscita a causa delle proteste sorte online attorno all'autore Yasushi Akimoto e alle sue presunte idee sulla dominazione giapponese della Corea, e sostituita da due remix di Fake Love e Idol. È stato pubblicato digitalmente il 16 ottobre e in formato fisico il 7 novembre, insieme al video musicale di Airplane pt. 2. È stato reso disponibile in quattro versioni: regolare (solo CD), Tipo A (CD+DVD contenente i video musicali di Fake Love e Airplane pt. 2), Tipo B (CD+DVD contenente i dietro le quinte delle riprese di Airplane pt. 2 e del servizio fotografico per il libretto) e Tipo C (CD+album fotografico da 36 pagine). È stato il quarto singolo di un artista coreano più venduto in Giappone nel 2018 secondo Tower Records ed è stato certificato due volte Platino a dicembre 2018.
Il 15 marzo 2019 è stato pubblicato limitatamente anche negli Stati Uniti d'America in formato CD.

### Tracce
1. Fake Love (versione giapponese) – 4:03 (Pdogg, "hitman" bang, RM, KM-Markit)
2. Airplane Pt. 2 (versione giapponese) – 3:39 (Pdogg, RM, Ali Tamposi, Liza Owens, Roman Campolo, "hitman" bang, Suga, J-Hope, KM-Markit)
3. Idol (Stadium Remix) – 4:13
4. Fake Love (versione giapponese remixata) – 4:06

## Formazione
- Jin – voce
- Suga – rap
- J-Hope – rap
- RM – rap, scrittura
- Park Ji-min – voce
- V – voce
- Jeon Jung-kook – voce, ritornello

### Produzione
Versione originale
- "Hitman" Bang – scrittura
- Pdogg – produzione, scrittura, arrangiamento voci, arrangiamento rap, registrazione, tastiera, sintetizzatore, editing digitale
- Hiss noise – editing digitale
- Lee Tae-wook – chitarra
- Supreme Boi – ritornello, editing digitale
- Jung Woo-young – registrazione
- James F. Reynolds – missaggio

Remix
- Hiss Noise – editing digitale
- Jung Woo-young – registrazione
- Lee Joo-young – basso
- Lee Tae-wook – chitarra
- Pdogg – arrangiamento voci e rap, registrazione, editing digitale
- Slow Rabbit – produzione, tastiera, sintetizzatore
- Supreme Boi – ritornello, editing digitale
- Yang Ga – missaggio

Singolo giapponese
- Adora – ritornello (traccia 2)
- "Hitman" Bang – tastiera (traccia 2)
- Hiss Noise – editing digitale
- Jaycen Joshua – missaggio (traccia 2)
- KM-Markit – arrangiamento rap, testo in giapponese
- Lee Taewook – chitarra
- Rashwan McLean – assistenza al missaggio (traccia 2)
- Moon Soojeong – editing digitale (traccia 2)
- Pdogg – arrangiamento voci, registrazione, produzione, tastiera, sintetizzatore
- J. Pearl – editing digitale (traccia 1)
- James F. Reynolds – missaggio (traccia 1)
- Jacob Richards – assistenza al missaggio (traccia 2)
- Mike Seaberg – assistenza al missaggio (traccia 2)
- Supreme Boi – ritornello (traccia 1)

## Successo commerciale
Fake Love è stata un successo commerciale in Corea del Sud. Ha esordito sesta sulla Gaon Digital Chart del 19 maggio 2018, salendo in prima posizione la settimana seguente. A fine anno è stata la diciannovesima canzone più scaricata nel Paese, vendendo oltre 680.480.472 unità digitali, e ha ricevuto la certificazione di platino sia nella categoria dei download che in quella degli streaming, denotando rispettivamente oltre 100 milioni di riproduzioni e 2,5 milioni di download digitali.
Negli Stati Uniti segnato il miglior debutto in classifica della settimana, entrando alla posizione 10 della Billboard Hot 100 con 29 000 copie digitali vendute, diventando la prima canzone del gruppo in top 10 e il brano di un gruppo coreano con il miglior piazzamento di sempre nel Paese fino a quel momento. È stata certificata platino dalla Recording Industry Association of America per aver venduto 1.000.000 unità equivalenti alla traccia.

## Classifiche

### Classifiche settimanali
Versione originale
| Classifica (2018-23) | Posizione massima |
| -------------------- | ----------------- |
| Argentina            | 48                |
| Australia            | 36                |
| Belgio (Fiandre)     | 84                |
| Austria              | 22                |
| Canada               | 22                |
| Corea del Sud        | 1                 |
| Estonia              | 6                 |
| Francia              | 21                |
| Germania             | 56                |
| Irlanda              | 67                |
| Malaysia             | 1                 |
| Nuova Zelanda        | 35                |
| Paraguay             | 51                |
| Regno Unito          | 42                |
| Repubblica Ceca      | 43                |
| Slovacchia           | 30                |
| Spagna               | 86                |
| Stati Uniti          | 10                |
| Svezia               | 54                |
| Svizzera             | 41                |
| Ungheria (download)  | 1                 |
| Ungheria (streaming) | 13                |
| Vietnam              | 86                |

Rocking Vibe Mix
| Classifica (2018) | Posizione massima |
| ----------------- | ----------------- |
| Corea del Sud     | 61                |

Versione giapponese
| Classifica (2018-19) | Posizione massima |
| -------------------- | ----------------- |
| Giappone             | 1                 |
| Spagna               | 52                |

### Classifiche di fine anno
| Classifica (2018)   | Posizione |
| ------------------- | --------- |
| Corea del Sud       | 19        |
| Ungheria (download) | 73        |

## Riconoscimenti
- Circle Chart Music Award[119]
  - 2019 – Candidatura Canzone dell'anno per il mese di maggio
- Golden Disc Award
  - 2019 – Bonsang - sezione canzoni[120]
  - 2019 – Candidatura Daesang - sezione canzoni[121]
- Korean Music Award[17]
  - 2019 – Canzone dell'anno
  - 2019 – Miglior canzone pop
- MBC Plus X Genie Music Award[122][123]
  - 2018 – Candidatura Canzone dell'anno
  - 2018 – Candidatura Premio alla musica rap/hip hop
- Melon Music Award[124]
  - 2018 – Candidatura Canzone dell'anno
  - 2018 – Miglior rap/hip hop
- Melon Popularity Award
  - 2018 – Premio popolarità (28 maggio, 4, 11,18 e 25 giugno)[125]
- Mnet Asian Music Award[126][127]
  - 2018 – Scelta globale dei fan Mwave
  - 2018 – Candidatura Miglior esibizione di ballo di un gruppo maschile
  - 2018 – Candidatura Canzone dell'anno
  - 2018 – Miglior coreografo dell'anno a Son Sung-deuk
  - 2018 – Miglior direttore artistico dell'anno a MU.E
- MTV Video Music Awards Japan[128]
  - 2018 – Miglior video di un gruppo internazionale
- Myx Music Awards
  - 2019 – Miglior video internazionale[129]
- Soompi Award
  - 2019 – Video musicale dell'anno[130]
  - 2019 – Candidatura Canzone dell'anno[131]

### Premi dei programmi musicali
- Music Bank
  - 25 maggio 2018[132]
  - 1 giugno 2018[133]
  - 8 giugno 2018[134]
- Show! Eum-ak jungsim
  - 26 maggio 2018[135]
  - 2 giugno 2018[136]
  - 9 giugno 2018[137]
- Inkigayo
  - 27 maggio 2018[138]
  - 3 giugno 2018[138]
  - 10 giugno 2018[139]
- Show Champion
  - 30 maggio 2018[140]
- M Countdown
  - 31 maggio 2018[141]
  - 7 giugno 2018[142]